# Viskosimeter

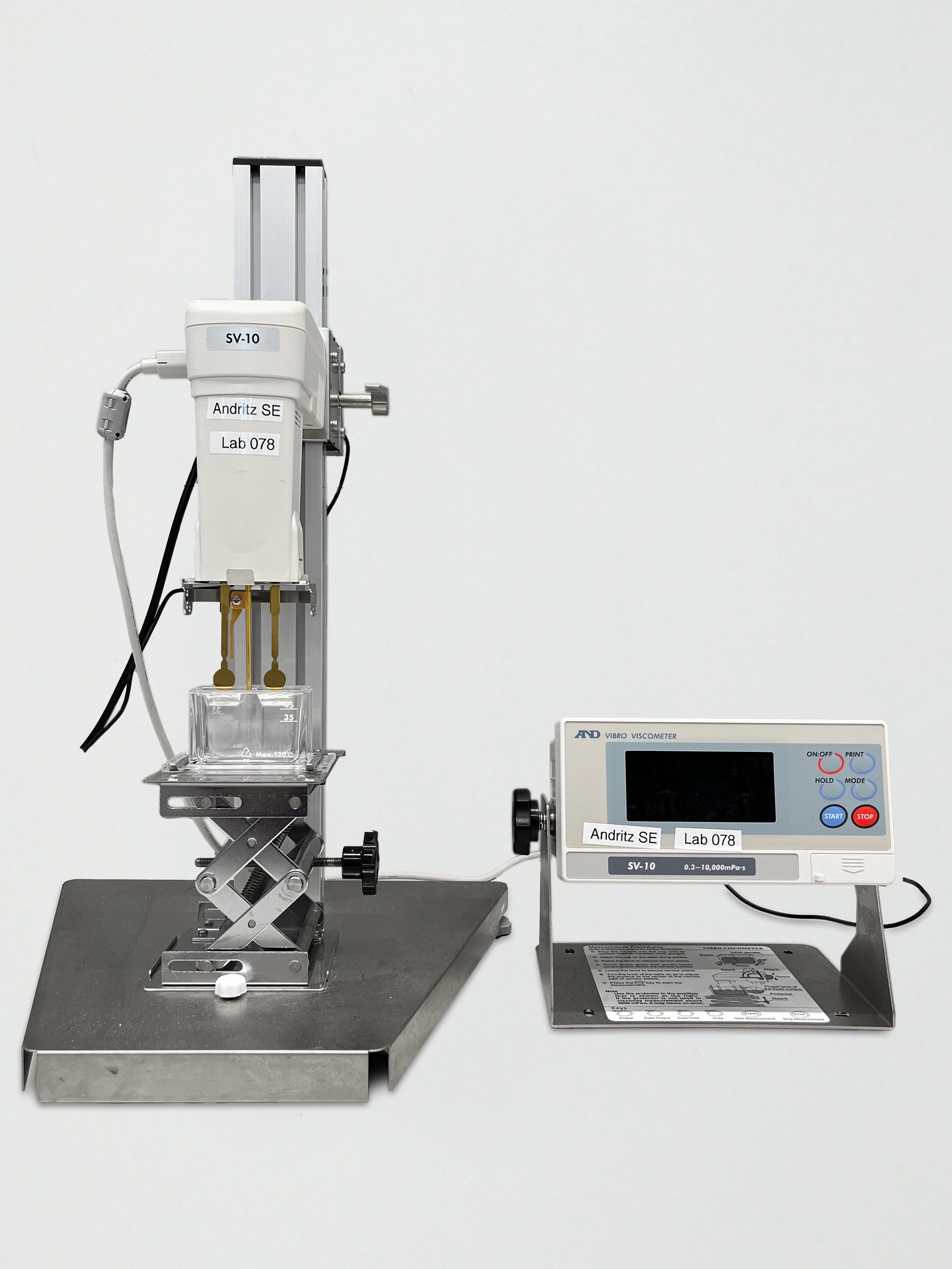
Zweiteiliges Schwingplattenviskosimeter

Ein Viskosimeter ist ein physikalisches Messgerät zur Bestimmung der Viskosität (Widerstand einer Flüssigkeit gegen eine erzwungene Bewegung). Nur wenn ein Produkt in Bewegung gesetzt wird, kann über die Viskosität einer Flüssigkeit eine Aussage getroffen werden. Es gibt unterschiedliche Arten von Viskosimetern, die sich in der Messmethode unterscheiden. Entgegen der weitläufigen Meinung, dass sich mit Viskosimetern im Gegensatz zu Rheometern nur newtonsche Flüssigkeiten messen lassen, werden Viskosimeter auch für die Charakterisierung nicht-newtonscher Flüssigkeiten verwendet.

## Fallkörperviskosimeter
Diesem Messverfahren liegt das Gesetz von Stokes zugrunde. Die zu messende Flüssigkeit befindet sich in einem Messzylinder mit Radius {\displaystyle R}. Bei einem Höppler-Kugelfallviskosimeter fällt eine Kugel mit Radius {\displaystyle r<R} durch die Flüssigkeit. Da sich bei einer von der Viskosität abhängigen Geschwindigkeit {\displaystyle v} der Kugel ein Gleichgewicht zwischen der auf die Kugel wirkenden Gravitationskraft, dem statischen Auftrieb und der Reibungskraft einstellt, sinkt die Kugel mit konstanter Geschwindigkeit zu Boden.
Mit dem Gesetz von Stokes folgt dann für die dynamische Viskosität {\displaystyle \eta } der Flüssigkeit:
{\displaystyle \eta ={\frac {2\,g\,r^{2}}{9\,v}}\left(\rho _{\text{K}}-\rho _{\text{F}}\right)}
{\displaystyle \rho _{\text{K}}}: Dichte der Kugel
{\displaystyle \rho _{\text{F}}}: Dichte der Flüssigkeit
{\displaystyle g}: Schwerebeschleunigung ({\displaystyle g=9{,}81\,\mathrm {m/s^{2}} } an der Erdoberfläche)
{\displaystyle v}: Fallgeschwindigkeit

## Viskositäts-Messbecher (Ford-Becher, Auslaufbecher)

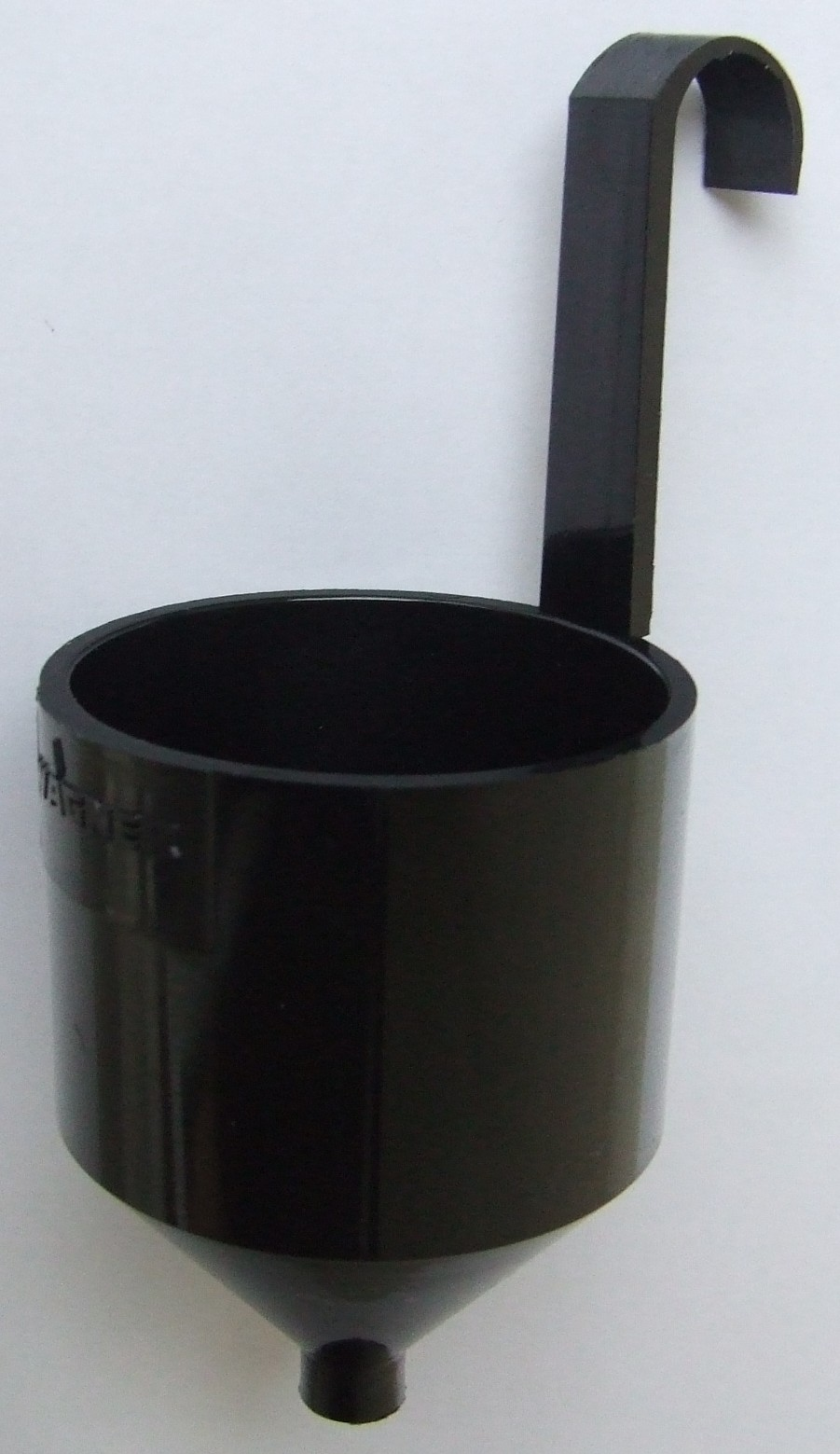
Auslaufbecher

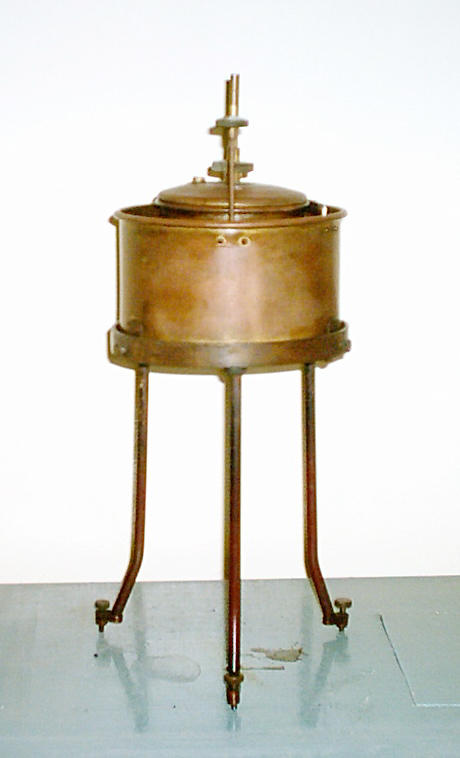
Engler-Viskosimeter

Bei diesem Verfahren wird die Flüssigkeit in einen Becher gefüllt, der unten konisch in ein Loch (Düse) mit genau bekanntem Durchmesser ausläuft. Aufgrund des Bechervolumens, des Düsendurchmessers und der gemessenen Dauer zum Abfließen der Flüssigkeit kann deren Viskosität ermittelt werden. Diese Art der Viskositätsmessung ist etwa beschrieben in den Normen ASTM D 1200:1994 und DIN EN ISO 2431:2011 (zurückgezogene Normen: DIN 53211, DIN EN 535 - Oktober 1996). Sie war insbesondere bei der Prüfung von Lacken, Farben, Harzen und Flüssigkeiten mit ähnlicher Viskosität gebräuchlich, vor allem im angelsächsischen Raum. Meist wird hier als Maß für die Viskosität einfach die Abflussdauer (mit Hinweis auf die Norm und Düsengröße) angegeben. Es gibt auch Tauch-Auslaufbecher, bei denen die Flüssigkeit durch Eintauchen des Messbechers entnommen wird, so dass ein Einfüllen entfällt. Für die Viskositätsmessung mit dem Auslaufbecher spricht die schnelle und einfache Handhabung, der günstige Aufbau des Messinstruments (ein Becher) und die Möglichkeit, In-process-Messungen durchzuführen. Für genaue Viskositätsbestimmungen ist die Methode jedoch ungeeignet, da der Viskositätsbereich sehr beschränkt, die Probenmenge sehr hoch und eine notwendige Temperierung unmöglich ist. Die Viskosität wird als Auslaufzeit in „DINsec“ gemessen.

## Engler-Viskosimeter
Eine thermostatisierte Vorläuferversion des Auslaufbechers wurde um 1890 von Carl Engler entwickelt. Die Viskosität wurde als Auslaufzeit in „Engler-Graden“ gemessen. Es konnte sich ebenfalls nicht durchsetzen. Da es sich um ein amtliches Instrument zur Charakterisierung von Erdölen handelte, wurden von Ubbelohde umfangreiche Tabellenwerke zur Umrechnung von Engler-Graden in Viskositäten erstellt.

## Kapillarviskosimeter

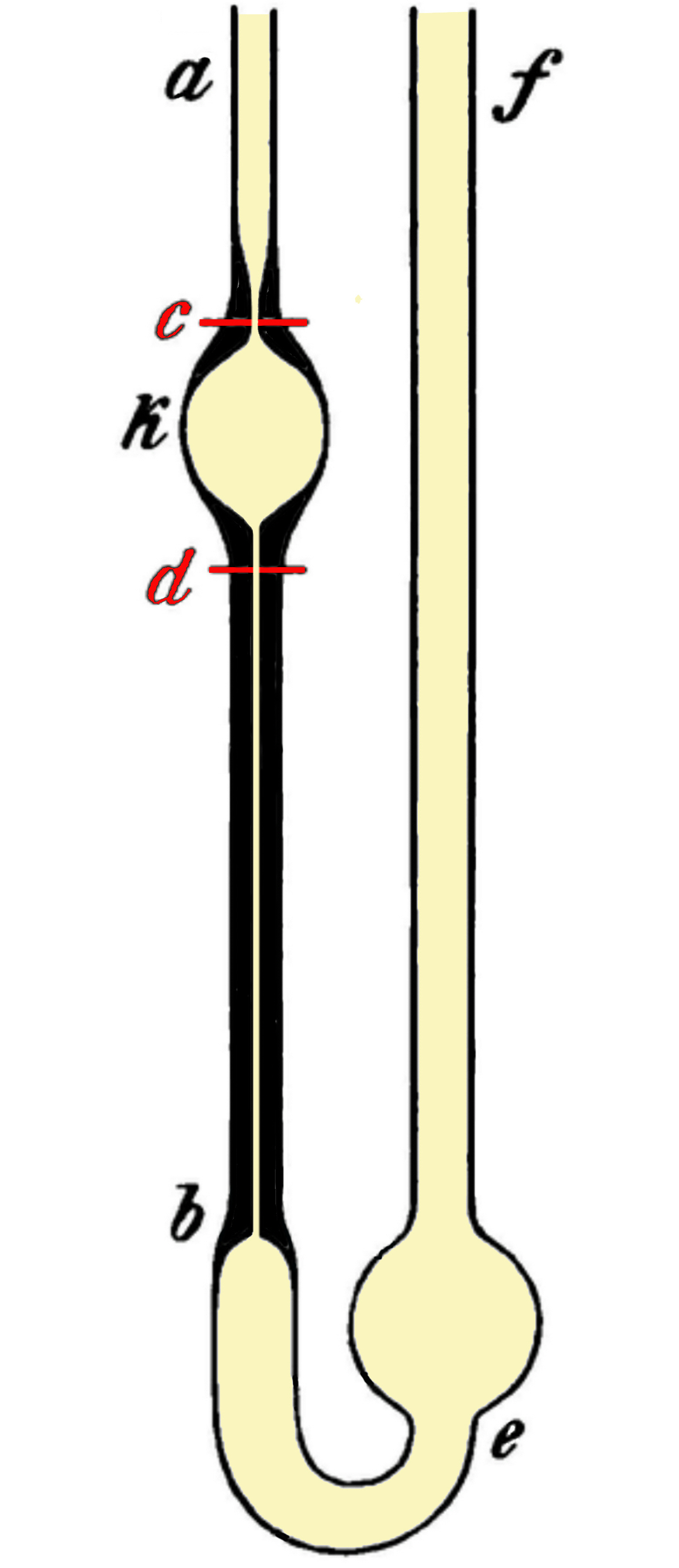
Nach Ostwald

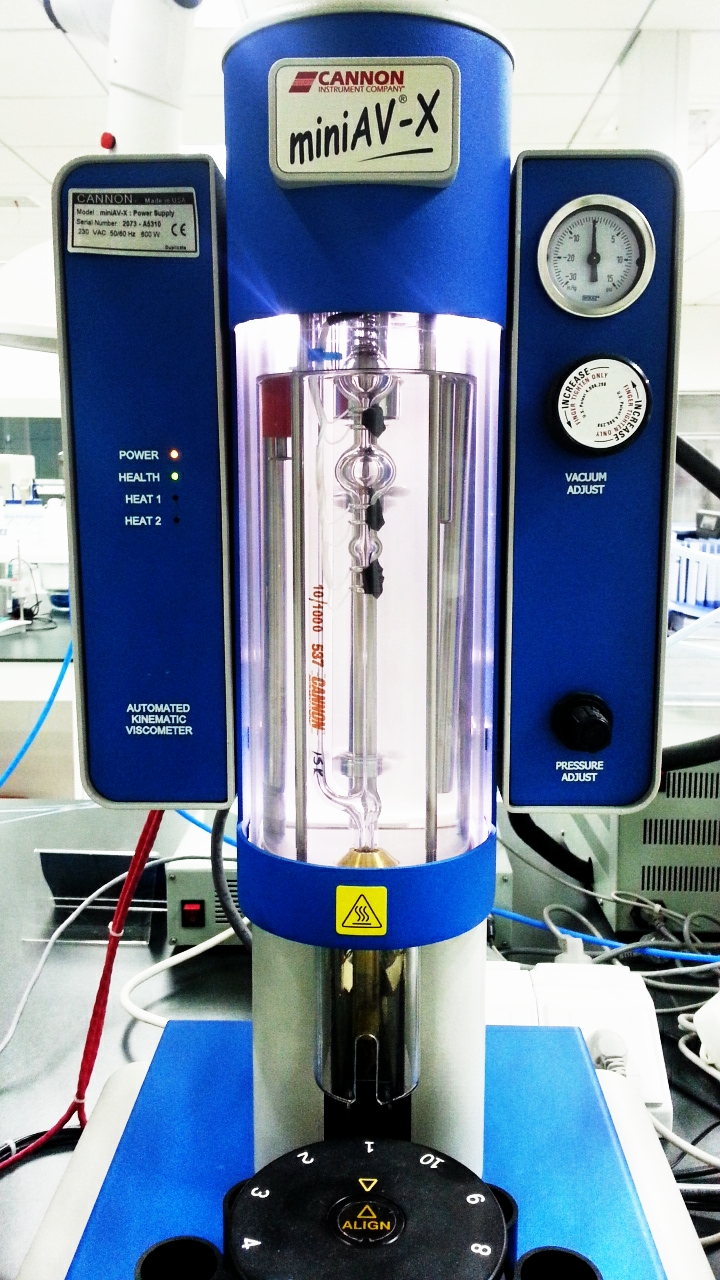
Automatische Messung

Das zugrundeliegende Messprinzip ist hier der Fluss der zu messenden Flüssigkeit durch ein dünnes Rohr. Ein festgelegtes Flüssigkeitsvolumen {\displaystyle V} läuft bei gleich bleibendem Druck {\displaystyle p} durch eine Kapillare der Länge {\displaystyle l} und des Radius {\displaystyle r} und die dazu benötigte Zeit {\displaystyle t} wird gemessen. Die kinematische Viskosität kann dann ermittelt werden, indem man die Zeit in Sekunden mit der Konstante der Kapillare multipliziert. Kapillarviskosimeter sind z. B. Ostwald-, Ubbelohde- oder Cannon-Fenske-Kapillaren.
Nach dem Gesetz von Hagen-Poiseuille ist die kinematische Viskosität dann proportional zur Flusszeit {\displaystyle t}:
{\displaystyle \nu =K\cdot t}
Dabei ist {\displaystyle K} die Kapillarkonstante, die nur von der Bauart des Viskosimeters abhängt. {\displaystyle K} wird bei käuflichen Kapillarviskosimetern stets angegeben, z. B.
- Durchflusszeit 45 s, {\displaystyle K=0{,}022}
- Durchflusszeit 85 s, {\displaystyle K=0{,}011}
- Durchflusszeit 125 s, {\displaystyle K=0{,}008}.

Dann gilt mit der dynamischen Viskosität {\displaystyle \eta =\rho \cdot \nu }:
{\displaystyle \Rightarrow \eta =\rho \cdot K\cdot t}
mit
{\displaystyle \eta } = dynamische Viskosität in Pa·s
{\displaystyle \nu } = kinematische Viskosität in m²/s
{\displaystyle \rho } = Dichte
Der Kapillarviskosimeter ist nicht mit dem Hochdruckkapillarrheometer zu verwechseln, der zur rheometrischen Charakterisierung hochviskoser, nichtnewtonscher Substanzen verwendet wird.

## Rotationsviskosimeter
Ein Rotationsviskosimeter ist ein physikalisches Messgerät, welches mittels der Auslenkung eines Torsionselement (Federdrehelements) die Viskosität bestimmt. Hierbei werden verschiedene Arten der Viskosität (newtonsch oder nicht newtonsch) unterschieden. Entgegen der weitläufigen Meinung, dass sich mit Viskosimetern nur newtonsche Flüssigkeiten messen lassen, werden Viskosimeter auch für die Charakterisierung nicht-newtonscher Systeme verwendet. Rotationsviskosimeter arbeiten in der Regel Drehzahl- bzw. Scherraten-gesteuert.
Die weltweit häufigsten Methoden sind Messungen gemäß ISO 1652 (LV-Messkörper) und ISO 2555 (RV-Messkörper). Bei diesen Messungen handelt es sich um sogenannte „Relativmessungen“. Dies bedeutet, dass die Messung bei einer undefinierten Spaltbreite zwischen dem Messkörper (Spindel) und der Wand des Probengefäßes durchgeführt wird. Dieses Prinzip ist auch häufig unter dem Begriff „Brookfield-Methode“ bekannt.
Der Vorteil dieser Messung ist die einfache, schnelle und präzise Testdurchführung und gute Reproduzierbarkeit der Ergebnisse z. B. für die Qualitätskontrolle.
Durch das Einstellen verschiedener Drehzahlen (Drehzahlrampen) kann der Anwender das Fließverhalten seiner Probe charakterisieren (newtonsch oder nicht-newtonsch).
Neben der Messung mit dem Standardspindelsatz lassen sich Rotationsviskosimeter mit diversen Messsystemen für unterschiedliche Applikationen ergänzen. Durch den Einsatz zylindrischer Messsysteme wie dem DIN-Adapter gemäß DIN 53019, dem Kleinprobenadapter, dem Ultra-Low-Adapter oder einem Heizofen mit Peltiertechnik (PTD 175) bzw. einem elektrischen Thermosel-Ofen für Viskositätsmessungen bei höheren Temperaturen, lassen sich damit auch Absolutmessungen durchführen. Bei dieser Absolutmessmethode wird die Probe unter definierten Scherbedingungen vermessen, d. h. die Messung findet mittels Messgeometrien statt, in der die Spaltbreite mathematisch definiert ist. Hierdurch erhält der Anwender zusätzliche Informationen über die Schubspannung und die Schergeschwindigkeit.

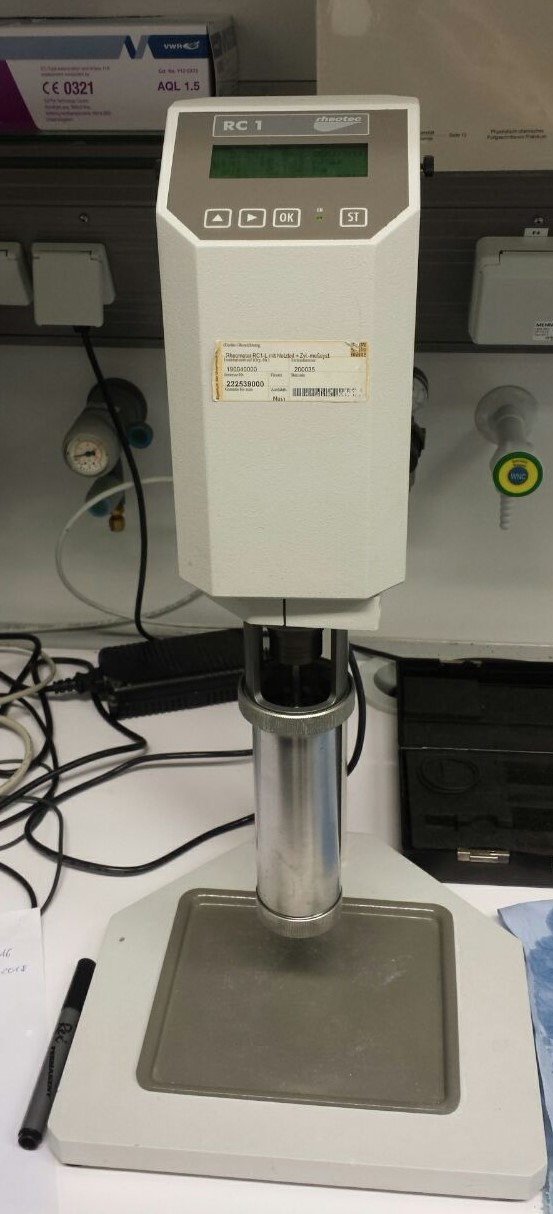
Rotationsviskosimeter während einer Messung
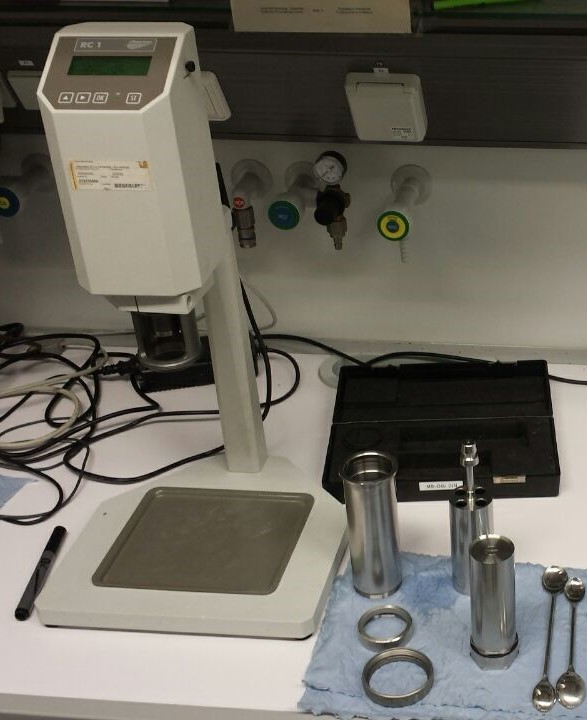
Rotationsviskosimeter, in Einzelteile zerlegt

Bei den konzentrischen Zylinder-Viskosimetern, bei denen die zu untersuchende Flüssigkeit in den Spalt zwischen einem inneren und einem äußeren Zylinder gegeben wird, wird zwischen zwei verschiedenen Verfahren unterschieden: Beim Searle-Viskosimeter rotiert der innere Zylinder und der äußere Zylinder bewegt sich nicht, wohingegen beim Couette-Viskosimeter lediglich der äußere Zylinder rotiert und sich der innere Zylinder nicht bewegt.
Als weiteres Messsystem sei auch das Kegel-Platte-Viskosimeter erwähnt, bei dem die Flüssigkeit in den Spalt zwischen einem Kegel und einer Platte gegeben wird. Auch hier kann zur Messung entweder der Kegel oder aber die Platte rotieren. Es bietet den Vorteil, mit sehr geringem Probenvolumen unter Absolutmessbedingungen zu arbeiten.
Im Gegensatz zu diesen absoluten Viskosimetern gehört das Spindelviskosimeter, bei dem eine in die Prüfflüssigkeit eingetauchte Spindel rotiert, zu den relativen Viskosimetern. Spezielle Applikationen und schwierige Proben die z. B. zur Kanalbildung, Probegleiten neigen oder Pasten und Stoffe mit Partikel erfordern den Einsatz von Viskosimetern mit Sondermesskörpern.
Zu erwähnen ist das Helipath-System mit T-Spindeln für nicht- oder schlechtfließende Proben, Kreuz- (Vane-) Spindeln für Kriech-Test, und Fließgrenze-Bestimmung und der Spiral-Adapter für hochviskose Lötpasten.

## Mooney-Viskosität

Mooney-Gerät nach vollzogener Messung: Im Bild die geöffnete Probenkammer, unten der von der Probe umschlossene Rotor

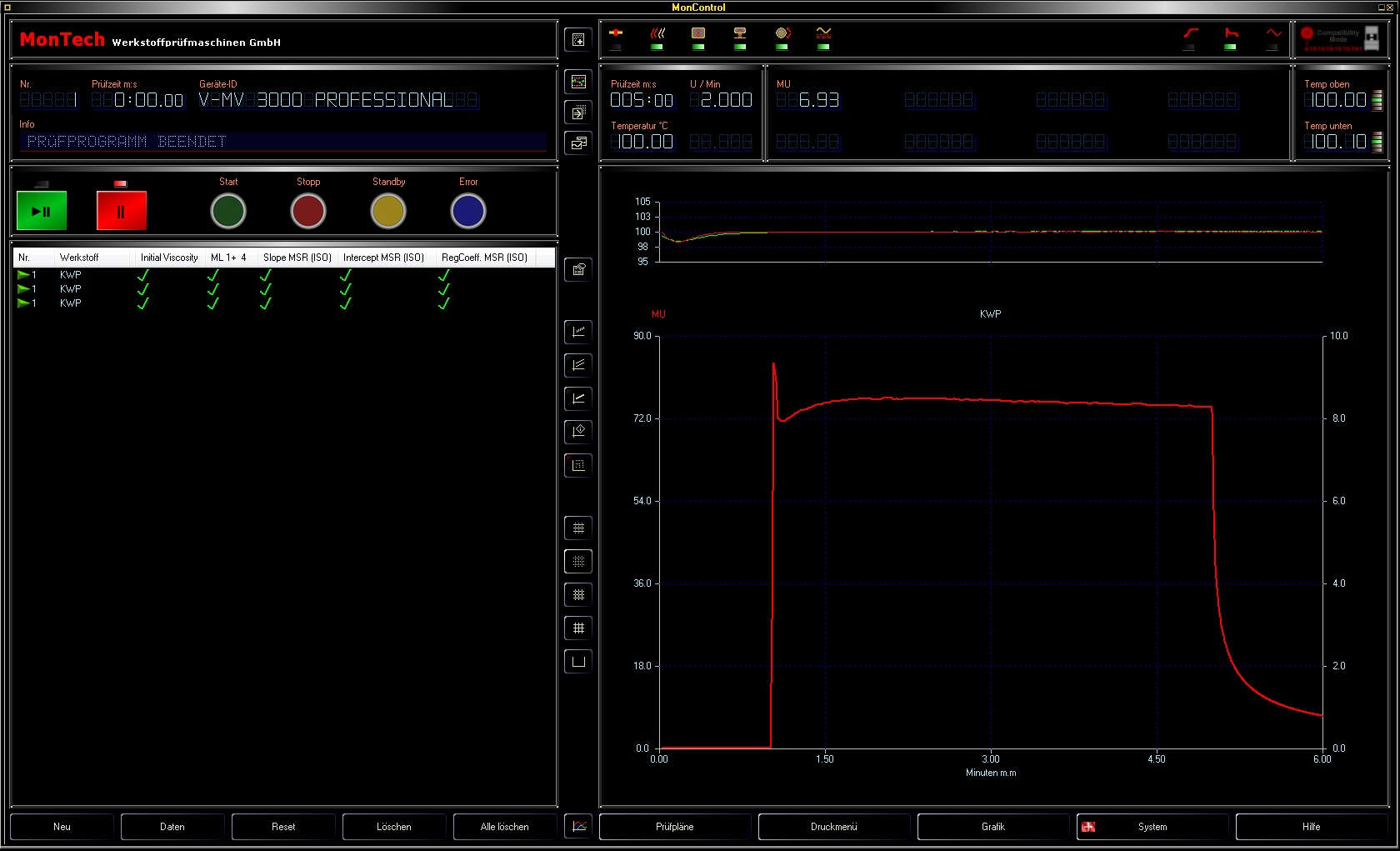
Mooney-Kurve (Butyl), Messung ML 1+4 +1 Relaxation nach Rotorstop /100 °C, oben die Temperaturen der Messerkammerhälften

Dieses Verfahren wird sehr häufig zur Messung der Viskosität von Kautschuk und -mischungen angewendet. Ein standardisiertes Verfahren zur Bestimmung der Mooney-Viskosität (siehe DIN 53523) misst dabei das Drehmoment der Mischung bei Erhöhung der Temperatur (äußere Temperatur meistens 100 °C) mit dem Mooney-Viskosimeter. Nach der entsprechenden Vorwärmzeit dreht der Rotor mit konstant 2/min. Die verwendeten Rotoren sind in zwei Größen (L für groß {\displaystyle \varnothing }38,1 mm (1,5 Zoll), S für klein {\displaystyle \varnothing }30,5 mm (1,2 Zoll)) ebenfalls normiert (siehe DIN 53523). Der scheibenförmige Rotor von 5,55 mm Dicke rotiert mittig in einer Kammer mit 10,60 mm Höhe (27/64 Zoll) und {\displaystyle \varnothing }50,9 mm (2 Zoll), die Welle hat {\displaystyle \varnothing }11 mm. Das Scherscheibenviskosimeter ist ein Torsionsrheometer vom Typ eines doppelseitigen Platte-Platte-Viskosimeters. Wegen der völlig geschlossenen Prüfkammer weichen die Strömungsverhältnisse am Rand der Scheibe stark von der Strömung eines reinen Platte-Platte-Viskosimeters ab. Dadurch ergibt sich am Rand des Rotors eine Schergeschwindigkeit von etwa 1,56 1/s. Das dabei gemessene Drehmoment wird in MU umgerechnet (8,3 Nm = 100 MU). Als Ergebnis der Messung wird die Mooney-Viskosität folgendermaßen angegeben:
| Mooney-Viskosität (M) 8,3 Nm = 100 MU | verwendeter Rotor | Vorheizintervall in min. | Messintervall in min. | Außentemperatur | Viskosität in Mooney-Einheiten |
| ML(1+4/100 °C)= 76 MU                 | L = groß          | 1 min.                   | 4 min.                | 100 °C          | 76                             |
| ML(5+4/121 °C)= 68 MU                 | L = groß          | 5 min.                   | 4 min.                | 121 °C          | 68                             |

| Scherbeanspruchung {\displaystyle y={\frac {r_{1}\Omega }{h}}} Scherspannung {\displaystyle \sigma ={\frac {c}{{\frac {4\pi \,r_{1}^{3}}{3+{\frac {1}{\eta }}}}+{\frac {4\pi \eta \,b\,r_{1}\,h}{1-\left({\frac {r_{1}}{r_{2}}}\right)^{2\eta }}}}}} | {\displaystyle r_{1}}: Rotorradius {\displaystyle r_{2}}: Statorradius {\displaystyle b}: Rotorstärke {\displaystyle h}: Abstand zwischen Rotor und Stator {\displaystyle \Omega }: Winkelgeschwindigkeit des Rotors {\displaystyle c}: Antriebsmoment {\displaystyle \eta }: Materialkonstante |
| Die Mooney Unit = MU oder Mooney Einheit = ME kann mit Hilfe der Standardumwandlung Drehmoment 84,6 kg cm = 8,3 Nm = 100 MU angegeben werden. | |

## Prozessviskosimeter
Prozessviskosimeter dienen zur „in situ“-Messung der Viskosität in einer verfahrenstechnischen Anlage, z. B. in einem Reaktor oder in einer Rohrleitung. Der Vorteil dabei ist, dass keine Proben gezogen werden müssen.
Eine elegante Methode ist dazu, kein eigenes Messgerät in den Prozess zu integrieren, sondern die Viskosität direkt aus dem Drehmoment und der Drehzahl des Rührantriebes eines Reaktors zu ermitteln. Geeignete Rührantriebe (Messrührer) stellen die Werte über eine Schnittstelle zur Verfügung.

## Quarzviskosimeter
Beim Quarzviskosimeter erfolgt die Bestimmung der Viskosität durch einen piezomechanischen Quarzsensor, der in die Messflüssigkeit eintaucht. Dieser zeichnet sich durch seine Einsatzmöglichkeiten im Bereich der Viskositätsmessung bei hohen Drücken (bis 10 kbar) und hohen Temperaturen (bis über 250 °C) sowie durch seine weitgehende chemische Resistenz aus. Die Schwingung des Quarzes wird durch Anlegen eines hochfrequenten, elektrischen Feldes erzeugt und aus der spezifischen Beeinflussung des Schwingungsverhaltens durch die umgebende Messflüssigkeit wird die Viskosität bestimmt. Durch das Fehlen beweglicher Teile eignet sich das Quarzviskosimeter für inline Messungen und ist auch für die Viskositätsbestimmung bei hohen Temperaturen und hohen Drücken geeignet. Die auf hohen Scherraten beruhende Messung erfolgt unabhängig von der Strömungsform und das Quarzviskosimeter kann daher in beliebig durchströmten Rohrleitungen eingebaut werden.